# Экономика Уфы
Уфа является точкой роста экономики Башкортостана, и вносит значительный вклад в экономику России — в городе производится ряд важнейших видов продукции страны — бензин, дизельное топливо и полимеры пропилена, а также клееной фанеры, нефти и топочного мазута. Основу обрабатывающей промышленности Уфы составляет производства нефтепродуктов и нефтехимии, машиностроение и химическая промышленность.
Объём отгруженной продукции собственного производства по всем видам экономической деятельности крупных и средних предприятий Уфы за 2020 год составил 1 трлн 91,4 млрд рублей, что составляет 56,6 % от объёма Башкортостана.
Существует стратегия социально-экономического развития городского округа город Уфа Республики Башкортостан до 2030 года.

## Транспорт
Уфа — крупный транспортный узел России (железнодорожные, трубопроводные, автомобильные магистрали, воздушные и речные пути). Судоходная река Белая со своим притоком Уфой здесь пересекается с историческим ходом Транссибирской магистрали. Город разделяется реками Уфой и Белой на центральную и окраинную части.

### Автомобильный

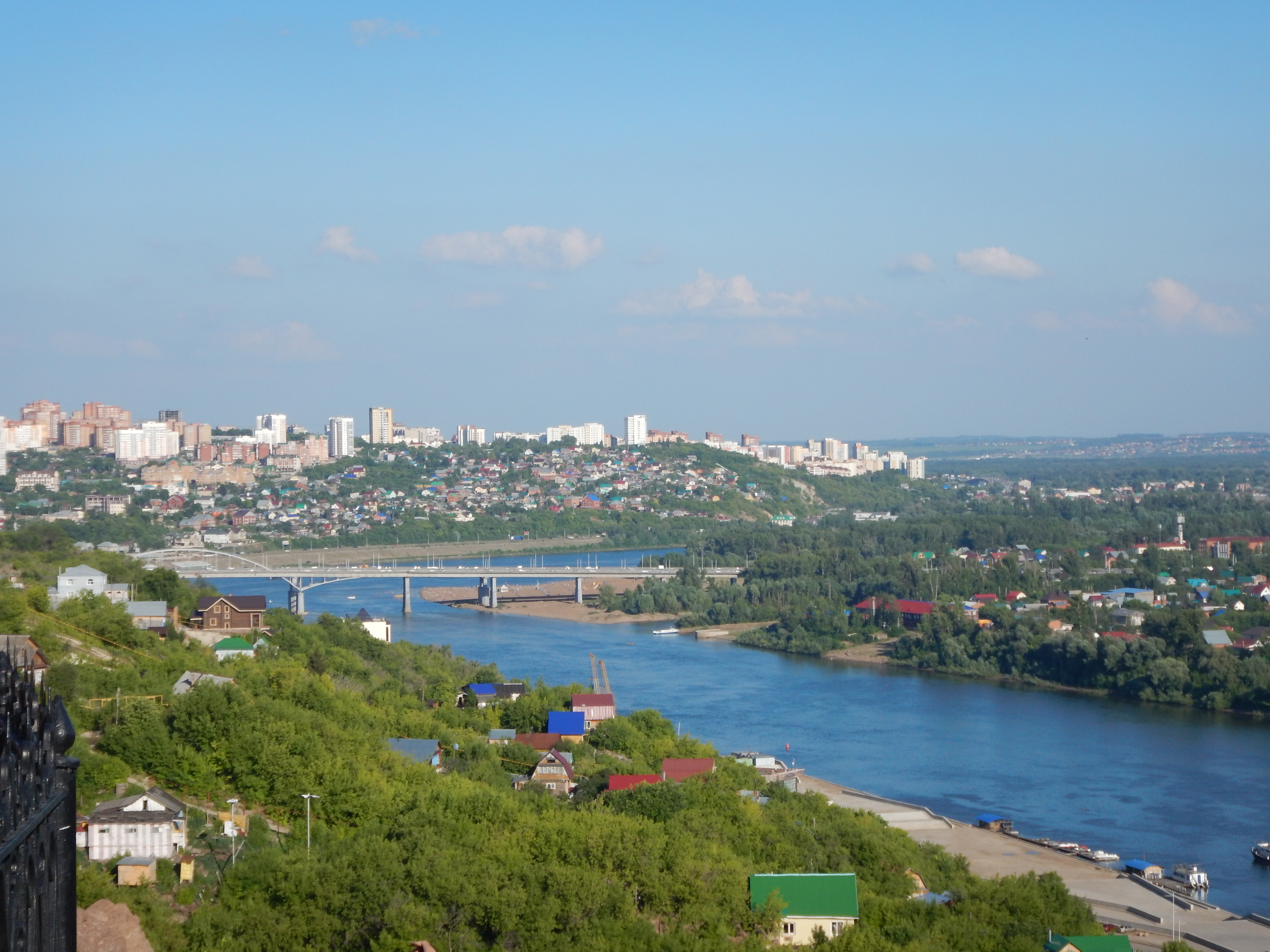
Мост через реку Белую — южные ворота столицы Башкортостана.

Автомобильные дороги соединяют город с Москвой, Челябинском, Казанью, Самарой, Пермью и Оренбургом. Кроме того, Уфа — первый город России, соединённый с Москвой сразу двумя федеральными автодорогами (вторым с 27 ноября 2019 года стал Санкт-Петербург). По южной окраине города проходит федеральная автодорога М5 «Урал», а федеральная автодорога М7 «Волга» здесь заканчивается. В южном направлении из Уфы начинается трасса Уфа-Оренбург, она же ведёт к международному аэропорту Уфа. Связь с городами, районами Республики Башкортостан и ближайшими соседями поддерживается с помощью автобусного сообщения. Междугородные автобусы отправляются с Южного автовокзала (основной пассажироперевозчик ГУП «Башавтотранс»).
В перспективе строительство восточного выезда из Уфы, моста в створе улицы Интернациональная с выходом на М7, строительство нового моста в створе улицы Воровского, продление проспекта Салавата Юлаева на север города.

### Железнодорожный

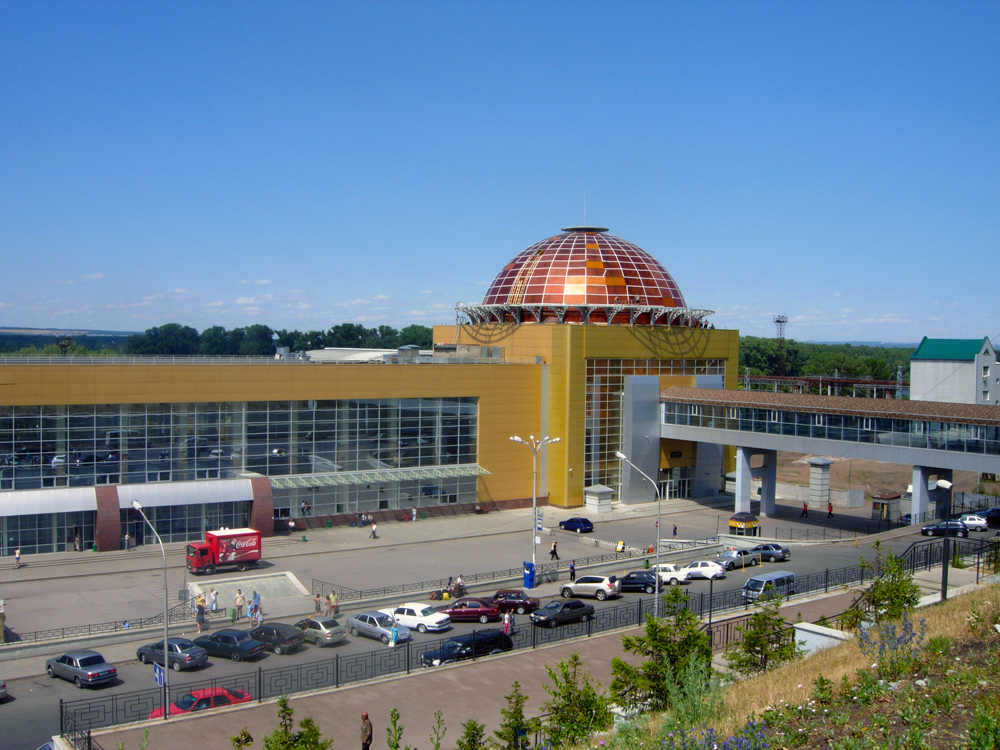
Железнодорожный вокзал

Проект железной дороги Самара — Уфа — Златоуст — Челябинск — Екатеринбург утверждён в 1885 году. Железнодорожный мост через Белую построен в 1888 году. Железнодорожные магистрали, проходящие через Уфу, обеспечивают связь западных и центральных районов России с Уралом и Сибирью.
Здесь расположен центр Башкирского отделения Куйбышевской железной дороги — филиала ОАО «Российские железные дороги». В городе расположено 9 железнодорожных станций, самой крупной грузовой станцией является станция Дёма (также есть грузовая станция Бензин), а пассажирской — станция Уфа. В ноябре 2008 года была открыта после реконструкции первая очередь вокзального комплекса. С 1965 по 2017 год между Уфой и Москвой курсировал фирменный пассажирский поезд «Башкортостан» (до 1993 года — «Башкирия»).

### Воздушный

Международный аэропорт Уфа

Регулярные авиалинии действуют с 1938 года. Из международного аэропорта Уфы выполняются регулярные внутренние рейсы в 27 городов России (в том числе в Симферополь), а также регулярные международные рейсы в города: Стамбул, Анталью, Барселону, Даламан, Ташкент, Худжанд, Бангкок, Душанбе, Ларнака, Даболим (Гоа), Дубай, Ираклион, Баку и другие. В 2014 году аэропорт стал лидером по пассажиропотоку среди воздушных гаваней Приволжского федерального округа.
Кроме того, в черте города находится спортивный аэродром Забельский, в 32 км к западу от города расположен аэродром лёгкой авиации Первушино, в 15 км к востоку от города действует аэродром Тауш.
Уфа — один из немногих городов в мире, для которого код аэропорта (UFA) совпадает с полным названием аэропорта и города и чьё имя используется в авиации без сокращения.

### Водный
Судоходство на реке Белой официально существует около ста пятидесяти лет. Увидеть самые лучшие виды города в максимально короткий срок, безусловно, позволяют речные прогулки. Речной транспорт (внутренний водный транспорт) выполняет перевозки грузов и пассажиров судами по внутренним водным путям, как по естественным (реки, озёра), так и по искусственным (каналы, водохранилища). Одно из бывших крупнейших предприятий речной отрасли в Уфе — Башкирское речное пароходство. Летом на реках Белой и Уфе работают уфимские паромные переправы.

### Общественный внутригородской
В качестве городского транспорта работают трамваи, троллейбусы, автобусы, маршрутные такси, такси. Строительство метрополитена отменено, вместо него генпланом предусмотрена до 2025 года организация движения скоростного трамвая.

## Промышленность
В 1801 году в Уфе открыты типографии по указу императрицы Екатерины II, в конце 1860‑х годов — типография Н. К. Блохина. В 1918 году все типографии в Уфе национализированы и объединены в 1922 году в типографию «Октябрьский натиск».

В 1857 году в Уфе действовало одно предприятие пищевой промышленности, в 1861 году — три, в 1879 году — 14, в 1890 году — семь, в 1900 году — шесть, и занимала первое место по данному показателю — 50,8 %; действовали два кожевенных завода купцов В. М. Подьячева и А. Анисимова; в 1882 году самым крупным заводом в Уфимской губернии являлся завод А. П. Кобякова в Уфе. В 1884 году в Уфе действовало восемь сезонных кирпичных заводов, самым крупным из которых являлся Уфимский тюремный завод, где в 1888 году построена первая непрерывно-действующая гофманская печь. 

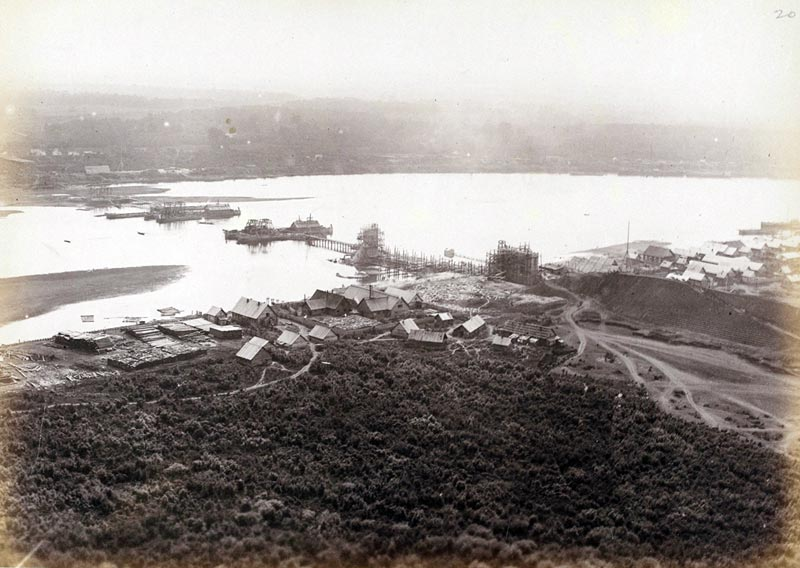
Строительство Дёмского железнодорожного моста через реку Белую. 1886 год.

В начале XX века в Уфе действовали Уфимские железнодорожные мастерские построенные в 1886–1888 годах вместе со строительством Самаро-Уфимской железной дороги; построен завод по производству силикатного кирпича мощностью 3–3,5 млн. штук в год.
В ходе индустриализации в СССР в 1929–1932 годах в Черниковке построены Уфимская спичечная фабрика имени 1 Мая и Центральная электростанция, в 1933–1935 годах — фанерный комбинат, бумажная фабрика, деревообрабатывающий и дубильно-экстрактный заводы, в 1931 году началось строительство завода комбайновых моторов. В 1934 году в Уфе также действовали Уфимская обувная фабрика имени К. Е. Ворошилова и Уфимская швейная фабрика имени 8 Марта. В 1938 году открыт Уфимский крекинг-завод.
В 1940-е годы открыты Уфимская трикотажная фабрика и завод железобетонных конструкций и изделий, в 1943 году получена первая продукция заводом № 768,
При эвакуации предприятий в Великую Отечественную войну, в Уфе на их базе созданы завод № 85, кабельный завод и завод телефонной аппаратуры. По архивным данным, в 1941–1942 годах в Уфу эвакуировано более 40 промышленных предприятий. В 1941 году на базе моторного завода размещены шесть предприятий авиапромышленности — моторный завод № 26 из Рыбинска, заводы № 234 и № 451 из Ленинграда, завод № 219, проектное бюро ЦИАМ из Москвы, конструкторское бюро В. А. Добрынина из Воронежа; на Уфимском паровозоремонтном заводе — Запорожский, Гомельский и Станиславский паровозоремонтные заводы.
В 1950–1960 годы открыты объединение художественных промыслов, Ново-Уфимская швейная фабрика, в 1951 году — Ново-Уфимский нефтеперерабатывающий завод, в 1957 году — Черниковский нефтеперерабатывающий завод, в 1964 году — завод полиэтиленовых трубопроводов для канализации.
В 2004 году в Уфе действовали предприятия: машиностроительные — УАПО, УМПО, УППО, Башкирский троллейбусный завод, завод «Горнас», Уфимский электроламповый завод «Свет»; металлоконструкций и металлоизделий — Востокнефтезаводмонтаж, Уфимский завод металлоконструкций, Уфимский завод нефтяного машиностроения, Нефтемонтаждиагностика; лёгкой промышленности — Уфимский хлопчатобумажный комбинат; пищевой промышленности — Башспирт, Уфамолагропром, Уфимский мясоконсервный комбинат; полиграфии — издательства «Башкортостан» и «Белая река», Уфимский полиграфкомбинат; химической промышленности — «Уфаоргсинтез».
В настоящее время городские предприятия занимаются нефтепереработкой, химией, машиностроением. Основу экономики города составляют топливно-энергетический и машиностроительный комплексы. В Уфе сосредоточено около 200 крупных и средних промышленных предприятий. В 2013 году она заняла 7 место в рейтинге 250 крупнейших промышленных центров России и два года подряд второе место в рейтинге Forbes «Лучшие для бизнеса города России» в 2012 и 2013 годах.
Объём отгруженной продукции по промышленности за 2020 год составил 785,4 млрд рублей, что составляет 54,4 % от объёма Башкортостана, темп — 77,8 %.

#### Добыча нефти
На Шакшинском и Блохинском нефтяном месторождениях ведёт добычу АНК «Башнефть».

#### Нефтеперерабатывающая промышленность
В Уфе расположен крупный нефтеперерабатывающий комплекс, ныне состоящий из трёх филиалов АНК «Башнефть» — «Башнефть-УНПЗ», «Башнефть-Новойл» и «Башнефть-Уфанефтехим» — глубина переработки нефти на которых составляет 84,9 %. Сервисным обслуживанием комплекса занимается «Башнефть-Сервис НПЗ».

#### Нефтехимическая и химическая промышленность
В Уфе расположены заводы нефтехимической — «Уфаоргсинтез», и химической — «Уфимский лакокрасочный завод» — промышленности. Ранее действовал «Уфахимпром».

#### Транспортировка нефти и газа
Транспортировкой нефти и нефтепродуктов осуществляет «Транснефть-Урал»; газа — «Газпром трансгаз Уфа».

#### Машиностроение и приборостроение
В Уфе расположены крупные машино- и приборостроительные предприятия: Уфимское моторостроительное производственное объединение, Уфимское приборостроительное производственное объединение, Уфимский завод микроэлектроники «Магнетрон», научно-производственное предприятие «Полигон», Башкирское производственное объединение «Прогресс», Уфимское агрегатное производственное объединение, Уфимское учебно-производственное предприятие всероссийского общества слепых, Уфимский тепловозоремонтный завод, Уфимское агрегатное предприятие «Гидравлика», завод автокомплектующих, Уфимское научно-производственное предприятие «Молния», научное конструкторско-технологическое бюро «Вихрь», Уфимский трансформаторный завод, научно-производственное предприятие «Буринтех».
Ранее действовали: Уфимский завод «Промсвязь», Башкирский троллейбусный завод, Уфимский опытный завод «Эталон».

#### Металлургия
Действует Уфимский завод цветных металлов.

#### Строительная промышленность
Действуют Уфимский железобетонный завод № 2 и Уфимский завод железобетонных изделий «Эколог» Башспецнефтестрой, ранее действовали Уфимский железобетонный завод № 1 и Уфимский завод железобетонных изделий, Дёмский завод железобетонных конструкций и строительных деталей,

#### Деревообрабатывающая промышленность
Действуют Уфимский деревообрабатывающий комбинат, Уфимская спичечная фабрика имени 1 Мая, Уфимский фанерный комбинат и Уфимский фанерно-плитный комбинат.

#### Стекольная промышленность
Производством стеклотары занимается компания «Русджам Стеклотара Холдинг».

#### Пищевая промышленность
Действуют кондитерская фабрика «Уфимская», Уфагормолзавод, «Уфамолагропром», Уфимский мясоконсервный комбинат, Уфимский спирто-водочный комбинат, Уфимское хлебообъединение «Восход», Уфимская чаеразвесочная фабрика «Теастан», «Башкирхлебпром», «Башкирское мороженое».
Ранее действовали завод безалкогольных напитков «Нурлы», завод пивобезалкогольных напитков «Башкирский», Уфимская кондитерская фабрика «Конди», Уфимский консервный завод.

#### Лёгкая промышленность
Действуют Башкирские художественные промыслы «Агидель», Уфимская кожгалантерейная фабрика, Уфимский хлопчатобумажный комбинат, Уфимская косметическая фабрика «Чародейка»
Ранее действовали Уфимская трикотажная фабрика, Уфимская швейная фабрика «Мир» и Уфимская швейная фирма имени 8 Марта.

#### Фармацевтическая промышленность
Действуют Уфимский витаминный завод «Уфавита» и «Иммунопрепарат».

## Энергетика
Действуют Башкирская электросетевая компания, «Башкирэнерго» и «Уфимские инженерные сети».

## Торговля и финансы

#### Торговля и общественное питание
Объём розничного товарооборота за 2020 год составил 494,6 млрд рублей, темп — 95,1 % в сопоставимых ценах, что составляет 54,3 % товарообороте Башкортостана. Оборот общественного питания за 2020 год сократился на 24,1 % (75,9 % в сопоставимых ценах) и составил 11,1 миллиарда рублей.
Торговая отрасль представлена пятью тысячами предприятий торговли и общественного питания. Ежегодно открывается около 100 новых торговых объектов. Оборот розничной торговли в 2008 году составил 192,9 млрд рублей, по этому показателю Уфа вышла на четвёртое место в России после Москвы, Санкт-Петербурга и Екатеринбурга.
Функционируют торговые объекты крупных международных и федеральных сетей: IKEA, Leroy Merlin, Максидом, Стройландия, Auchan, Metro, Карусель, Красное и Белое, Лента, Магнит, Монетка, О’кей, Перекрёсток, Пятёрочка, DNS, М.Видео, Ситилинк, Эльдорадо, а также местных розничных сетей: «Everyday», «Алексеевский», «Байрам», «ГлавПивТорг», «Дворик», «Малинка», «Лисичкин хлеб», «Лукошко+», «Полушка ВкусМаркет», «Пышка», «Рощинский», «Ярмарка» и др.
Функционируют предприятия общественного питания крупных международных и федеральных сетей: Burger King, KFC, McDonald’s, Papa John’s, Subway, Додо Пицца, а также местные предприятия общепита: «FARFOR», «Kumpan Cafe», «Дом башкирской кухни», «Ели-пели», «Папа Гриль», «Сушиопт», «Фудзияма», «Шаверма по-питерски», «Шаурмишка», в том числе работающие по стандартам халяль: «Баракат», «Сеть сирийской шаурмы», «Суши Гурмэ», «Сытый батыр», «Таксим», «Уфимский трамвайчик», «Эврен» и др.

#### Финансовые услуги
Объём инвестиций за счёт всех источников финансирования за 9 месяцев 2020 года достиг 69,9 млрд рублей, что на 10,0 млрд рублей больше, чем за аналогичный период 2019 года, темп роста — 107,5 % в сопоставимых ценах.
Действуют филиалы крупнейших российских и зарубежных коммерческих банков: Альфа-банк, Банк ВТБ, Газпромбанк, Промсвязьбанк, Райффайзенбанк, Росбанк, Россельхозбанк, Сбербанк России, ФК «Открытие», Юникредит банк и др. Кроме того, на рынке представлен единственный местный региональный банк — ПромТрансБанк. Всего в Уфе работают 50 банков.
Функционируют крупные брокерские компании: Атон, БКС, Финам, Фридом Финанс, Forex Club, лизинговые компании: Европлан, Газпромбанк лизинг и др.